# Линия Баньнань
Линия Баньнань — линия тайбэйского метрополитена, открытая 24 декабря 1999 года. С состав линии входят участки Наньган, Баньцяо и Тучэн. Линия соединяет районы Тучэн и Баньцяо Нового Тайбэя с районами Чжуншань, Датун, Даань, Синьи и Наньган Тайбэя.

## История
- 24 декабря 1999 — открыты участки Баньцяо и Наньган длиной 7,7 километра со станциями «Храм Луншань», «Симэнь», «Тайбэйский вокзал», «Храм Шаньдао», «Чжунсяо-Синьшэн», «Чжунсяо-Фусин», «Чжунсяо-Дуньхуа», «Мемориал Сунь Ятсена» и «Мэрия Тайбэя». Станции «Тайбэйский вокзал» и «Чжунсяо-Фусин» стали пересадочными узлами.

- 31 августа 2000 — участок Баньцяо продлён на 3,9 километра до станции «Синьпу». На станции «Симэнь» открыт переход на линию Сяонаньмэнь.

- 30 декабря 2000 — участок Наньган продлён на 3,2 километра до станции «Куньян». Открыто депо Наньган.

- 17 сентября 2001 — тайфун Нари затопил 16 станций Тайбэйского метрополитена и депо Наньган.

- 31 мая 2006 — продлён участок Баньцяо и открыт участок Тучэн с депо. Длина новых участков составила 7,4 километра. Всего было открыто 5 новых станций.

- 25 декабря 2008 — участок Наньган продлён на 1,4 километра. Открыта станция «Наньган».

- 3 ноября 2010 — на станции «Чжунсяо-Синьшэн» открыт переход на линию Синьчжуан.

- 27 февраля 2011 — участок Наньган продлён на 1,1 километра. Открыта станция «Выставочный центр Наньган» с переходом на линию Вэньху.

## Технические подробности
Линия Баньнань — полностью подземная. На линии работают шестивагонные поезда типов C301, C321, C341 и C371. Максимальная скорость поездов — 80 км/ч. Подвижной состав обслуживается в депо Наньган и Тучэн.

## Перспективы
В будущем планируется продление участка Тучэн с открытием станции «Динпу».